# Litavci u Urugvaju
Litavci u Urugvaju su osobe u Urugvaju s punim, djelomičnim, ili većinskim litavskim podrijetlom, ili u Litvi rođene osobe s prebivalištem u Urugvaju. Prema popisu stanovništva iz 2011. u Urugvaju žive 104 osobe koje navode Litvu kao državu svoga rođenja.

## Povijest
Prvi val useljavanja Litavaca u Urugvaj dogodio se tijekom dvadesetih i tridesetih godina XX. st. Doseljavanjem osnovaju svoje institucije, kao što su urugvajsko-litavsko kulturno društvo i nekoliko jezičnih novina na litavskom jeziku, od kojih su najpoznatije Naujoji Banga, koje su bile glasilo litavskoga ogranka Socijalističke partije Urugvaja.

## Poznati pripadnici
- Zoma Baitler, umjetnik
- Victorio Cieslinskas, košarkaš
- Vladas Doukšas, nogometaš
- José Gurvich, slikar
- Leonel Pilipauskas, nogometaš